# جيرت ويستفال
جيرت ويستفال (بالألمانية: Gert Westphal)‏ (و. 1920 – 2002 م) هو مخرج، وممثل ألماني، ولد في درسدن، توفي في زيورخ، عن عمر يناهز 82 عاماً، بسبب سرطان.

## جوائز
حصل على جوائز منها:

نيشان استحقاق صليب الضباط لجمهورية ألمانيا الاتحادية

## وصلات خارجية
- جيرت ويستفال على موقع IMDb (الإنجليزية)
- جيرت ويستفال على موقع مونزينجر (الألمانية)
- جيرت ويستفال على موقع ألو سيني (الفرنسية)
- جيرت ويستفال على موقع ميوزك برينز (الإنجليزية)
- جيرت ويستفال على موقع ديسكوغز (الإنجليزية)
- جيرت ويستفال على موقع قاعدة بيانات الفيلم (الإنجليزية)
- جيرت ويستفال على موقع كينوبويسك (الروسية)

- جيرت ويستفال في قاعدة بيانات الأفلام على الإنترنت